# Corkscrew (Alton Towers)
Pour les articles homonymes, voir Corkscrew.
Corkscrew désignait les montagnes russes en métal du parc Alton Towers dans le Staffordshire, au Royaume-Uni ouvertes du 4 avril 1980 au 9 novembre 2008. Il s'agissait des montagnes russes les plus anciennes du parc et parmi les plus anciennes de Grande-Bretagne. Elles furent parmi les premières montagnes russes avec deux loopings consécutifs et les premières en Grande-Bretagne. Cependant pendant les dernières années de son fonctionnement, le manège devenait notoire pour tirer brusquement les têtes et les cous des passagers dans les fermes appui-têtes. Les passagers se plaignaient souvent de douleurs dans le cou.
En octobre 2008, Alton Towers a confirmé que le manège devait être démantelé à fin de la saison 2008. Le parc a organisé un événement spécial en son honneur le 9 novembre 2008, lors duquel le Corkscrew a effectué son dernier tour. Sur la place qu'occupait Corkscrew a été construit le nouveau parcours de montagnes russes Thirteen.

## Le circuit
Il s'agit d'un simple Corkscrew with Bayerncurve de Vekoma.

## Statistiques
- Trains : 2 trains de 6 wagons. Les passagers sont placés par deux sur deux rangs pour un total de 24 passagers par train.
- Lieu : Localisé dans la section Ug Land (aujourd'hui Dark Forest).
- Éléments : Double Corkscrew